# District de Yantan
Le district de Yantan (沿滩区 ; pinyin : Yántān Qū) est une subdivision administrative de la province du Sichuan en Chine. Il est placé sous la juridiction de la ville-préfecture de Zigong.